# Dalal Midhat
Dalal Midhat-Talakić más conocida como Dalal Midhat (n. Sarajevo, Bosnia y Herzegovina, 5 de agosto de 1981) es una cantante y compositora bosnia de género R&B contemporáneo, Funk y Pop.
Nació durante la época de la República Socialista de Bosnia-Herzegovina.
Desde muy niña tuvo un gran interés por la música, ya que a la edad de cinco años comenzó a cantar en el coro de preescolar de su escuela de música. Al tiempo continuó con su educación musical en escuelas tanto de su ciudad natal como de Zagreb (Croacia).
Realizó su primera canción original en 1995 y la utilizó para el concurso coral "Zagreb City" que se celebró en la Sala de Conciertos Vatroslav Lisinski.
En 1999 junto a su amiga la artista Aida Terzić y tres chicas más, fundaron el grupo musical "Erato", cuyo nombre proviene de la musa Erató. Al poco tiempo de su fundación las tres chicas más que se unieron, lo dejaron por falta de habilidad para cantar y el grupo pasó a ser un dúo compuesto por ella misma y su amiga Aida.
Ya en 2003 publicaron su primer álbum debut titulado "Backstage" y en 2005 el segundo "Make Up", bajo los sellos discográficos JRTVSB & H y Hayat Production. El dúo Erato, se dio a conocer por todo el país y dieron conciertos por numerosas ciudades.
En octubre de 2008 llegaron al Top 10 de Bosnia con el sencillo "Putujemo Snovima", que contó con la colaboración del famoso cantante croata Jacques Houdek.
Seguidamente tras un total de diez años de carrera en el dúo, finalmente se disolvió para iniciar una carrera en solitario como cantante y compositora.
Actualmente desde el día 25 de noviembre de 2015 junto a Deen, Ana Rucner y Jala, tras haber sidos elegidos mediante elección interna nacional por la compañía de radiofusión Bosanskohercegovačka radiotelevizija (BHRT), son los nuevos representantes de Bosnia y Herzegovina en el Festival de la Canción de Eurovisión 2016, que tras la victoria del cantante Måns Zelmerlöw se celebrará en el estadio cubierto Avicii Arena de la ciudad de Estocolmo, Suecia. Son los siguientes representantes en sucesión de Maya Sar de Eurovisión 2012, desde que el país no se presentara durante un total de 3 años.
En el festival eurovisivo, interpretaron la canción titulada "Ljubav je" la cual está escrita por su compañero Jala y por el compositor Almir Ajanović. Se quedaron a las puertas de la final al quedar 11.º con 106 puntos.